# Peter Perner
Peter Perner es un esquiador paralímpico austríaco.

## Carrera
Representó a Austria en cinco Juegos Paralímpicos de Invierno: 1976, 1980, 1984, 1988 y 1992. 
En total ganó dos medallas de oro, dos de plata y una de bronce durante su participación en los juegos de invierno. 
También compitió en eslalon gigante masculino para el evento de amputados de una sola pierna en esquí adaptado, un deporte de demostración durante los Juegos Olímpicos de Invierno de 1984.

## Palmarés
| Año  | Competencia                          | Ubicación            | Posición     | Evento                 | Registro |
| ---- | ------------------------------------ | -------------------- | ------------ | ---------------------- | -------- |
| 1976 | Juegos Paralímpicos de Invierno 1976 | Örnsköldsvik, Suecia | 2.º lugar    | Eslalon I              | 1: 28,97 |
| 1980 | Juegos Paralímpicos de Invierno 1980 | Geilo, Noruega       | Primer lugar | Eslalon gigante 1A     | 2: 30.58 |
| 1980 | Juegos Paralímpicos de Invierno 1980 | Geilo, Noruega       | Primer lugar | Eslalon 1A             | 1: 41,75 |
| 1984 | Juegos Paralímpicos de Invierno 1984 | Innsbruck, Austria   | 3er lugar    | Eslalon gigante LW2    | 1: 30,44 |
| 1984 | Juegos Paralímpicos de Invierno 1984 | Innsbruck, Austria   | 2.º lugar    | Combinación Alpina LW2 | 0: 57,23 |